# Papillonotus maculatus
Papillonotus maculatus är en kvalsterart som beskrevs av Wallwork 1961. Papillonotus maculatus ingår i släktet Papillonotus och familjen Papillonotidae. Inga underarter finns listade i Catalogue of Life.